# Street Level New York
Street Level New York（ストリートレベルニューヨーク、1999年2月 - ）は、ニューヨーク在住のプロヒップホップダンサーENGIN#9がオーナーデザイナーとして立ち上げたストリートブランド。
1999年に立ち上がったヒップホップ系のストリート衣料ブランド「Street Level New York」は当時、ニューヨークに在住していた、プロヒップホップダンサーで、ヒップホップダンス界において、世界的に有名なダンスチーム「New York City Breakers」の日本人唯一のメンバーである「ENGIN#9」が、立ち上げたストリートブランドである。

最先端のデザイン・センスと、リアルなストリートテイストが多くのダンサーに支持された。

その後、成長をしたStreet Level New Yorkは、生産拠点をアメリカから、「香港」に移し(基礎となるデザインはNew York のヘッドクオーターがおこなっていた)、デザインだけではなく、素材選びからベースボディーの細部に至るまで「オリジナル」の衣料生産に本格的に参入した。
しかし、2001年9月11日の「米国多発同時テロ」以降、冷え込んだ世界経済の煽りを受け、一時的に生産を縮小。
2005年に、ENGIN#9氏が日本へ帰国し、2006年より、ドロップシッピングによる生産で、ネット販売を中心に、Street Level New Yorkの再開準備に入る。
2009年。創業から10年を迎えた節目を期に、オリジナルネットストアーによる本格的な生産・販売を再開する。